# Trifolium owyheense
Trifolium owyheense là một loài thực vật có hoa trong họ Đậu. Loài này được Gilkey miêu tả khoa học đầu tiên.